# Xã Oxford, Quận Jones, Iowa
Xã Oxford (tiếng Anh: Oxford Township) là một xã thuộc quận Jones, tiểu bang Iowa, Hoa Kỳ. Năm 2010, dân số của xã này là 745 người.